# Академіка (Еспаргуш)
Ассосіасау Академіка ду Саль або просто Академіка (Еспаргуш) (порт. Associação Académica do Sal) — професіональний кабо-вердський футбольний клуб з міста Ешпаргуш, на острові Саль.
Клуб заснований 3 серпня 1963 року в місті Ешпаргуш на острові Сал і він розташований на Палмейра Авеню (Caminho та Палмейра) поряд з міською бібліотекою. Це одна з багатьох команд, які виграли тільки один титул з моменту здобуття Кабо-Верде незалежності. Нинішній власник клубу — Маріу Рамуш.
Клуб грав разом з відомими командами з острову Саль, включаючи Академіку ду Аеропорту.

## Логотип та форма
Логотип і форма, як і в інших команд з назвою «Академіка» в Кабо-Верде ідентичні Академіки з Коїмбри.
В даний час має синьо-жовту смугасту футболку з жовтими краями та сині рукава, сині шорти та шкарпетки, яка використовується під час домашніх матчів, а також білого кольору для виїзних матчів.
Їх колишня форма була чорного кольору для домашніх матчів і білого для виїзних матчів.

## Участь у плей-офф
«Академіка» протистояла ФК Дербі в фіналі 1984 року та програли цій команді з рахцнком 3:2 в серії післяматчевих пенальті, вони виграли свій перший і єдиний національний титул в 1993 році після перемоги над Боавіштою з Праї, вони зіграли впершому матчі в нічию 2:2, а в другому перемогли «Боавішту» з рахунком 2:1.

## Досягнення
- Чемпіонат Кабо-Верде з футболу:
  - переможець — 1993;
  - фіналіст — 1984.

- Кубок Кабо-Верде:
  - фіналіст — 2007.

- Чемпіонат острова Саль:
  - переможець — 1983-84, 1992-93, 1993-94, 1995-96, 2000-01, 2004-05.

- Кубок острова Саль з футболу:
  - переможець — 2004 або 2005?, 2007, 2008, 2011.

- Відкритий Чемпіонат острова Саль:
  - переможець — 2001/02, 2007/08.

## Статистика виступів у лігах та кубках

### Національний чемпіонат
| Сезон | Див. | Поз. | Іг. | В | Н | П | ЗМ | ПМ | РМ | О  | Примітки         | Плей-офф   |
| ----- | ---- | ---- | --- | - | - | - | -- | -- | -- | -- | ---------------- | ---------- |
| 2001  | 1    | 2    | 6   | 4 | 1 | 1 | 10 | 5  | +5 | 13 |                  |            |
| 2005  | 1B   | 1    | 5   | 4 | 1 | 0 | 10 | 4  | +6 | 13 | Вихід у плей-офф | 4-те місце |

### Острівний чемпіонат
| Сезон   | Див. | Міс. | Іг. | В | Н | П | ЗМ | ПМ | РМ  | О  | Кубок      | Суперкубок | Примітки                           |
| ------- | ---- | ---- | --- | - | - | - | -- | -- | --- | -- | ---------- | ---------- | ---------------------------------- |
| 2004-05 | 2    | 1    | -   | - | - | - | -  | -  | -   | -  | Переможець |            | Вихід до національного Чемпіоншипу |
| 2013-14 | 2    | 2    | 10  | 6 | 1 | 3 | 18 | 8  | +10 | 19 |            |            | Вихід до національного Чемпіоншипу |
| 2014-15 | 2    | 6    | 10  | 0 | 2 | 8 | 5  | 29 | -24 | 2  |            |            |                                    |

### Участь у континентальних турнірах
| Сезон | Турнір             | Раунд      | Клуб     | Вдома | На виїзді | Загальний |
| ----- | ------------------ | ---------- | -------- | ----- | --------- | --------- |
| 1994  | Ліга чемпіонів КАФ | Попередній | АКС Ксар | 0-0   | 0-2       | 0-2       |

## Деякі статистичні дані
- Найбільша кількість набраних очок за сезон: 13 (національний чемпіонат)
- Найкраще досягнення: 1-ше (в національному чемпіонаті)

## Менеджери
- Лусіу Антунеш, в сезоні 2009—2010 років